# Weinmannia comorensis
Weinmannia comorensis är en tvåhjärtbladig växtart som beskrevs av Louis René Tulasne. Weinmannia comorensis ingår i släktet Weinmannia och familjen Cunoniaceae. Inga underarter finns listade i Catalogue of Life.